# Parcoblatta divisa
Parcoblatta divisa es una especie de cucaracha del género Parcoblatta, familia Ectobiidae, orden Blattodea.

## Distribución
Se distribuye por América del Norte: Estados Unidos.

## Taxonomía
Fue descrita por Saussure & Zehntner en 1893 y publicada en Saussure & Zehntner. 1893. Biol. Centr. Amer., Zool., Orthopt. 1(12).